# William R. Forstchen
William R. Forstchen (* 11. října 1950, New Jersey) je americký spisovatel, autor mnoha sci-fi povídek.
Bydlí ve West Lafayette v Indianě. Stal se profesorem dějepisu a učil tvůrčí psaní v Maine. V roce 1990 dokončil doktorát se zaměřením na americké vojenské dějiny v 19. století.
Jeho první kniha, Ledový prorok byla vydána v roce 1983 a od té doby napsal mnoho dalších. Napsal spoustu krátkých povídek.
v Česku je známý především svou sbírkou povídek Wing Commander a románem z prostředí hry Magic: The Gathering nazvaným Aréna.
Poslední kniha v češtině Vteřinu poté (One Second After, 2009) vyšla v roce 2012 v Knižním klubu vydavatelství Euromedia Group.
Zajímá se o také o potápění, jízdu na kole, vlaky a jako vojín 20. mainského dobrovolnického pluku se účastní rekonstrukcí historických bitev.

## Jednotlivé série
- Seznam děl v Souborném katalogu ČR, jejichž autorem nebo tématem je William R. Forstchen

### Lost regiment
- 1. Rally Cry , 1992, Unie ve zbrani, 2001 – knižní řada Lost regiment
- 2. The Union Forever , 1991, Unie navěky, 2001
- 3. Terrible Swift Sword , 1992, Prapor svobody, 2006
- 4. Fateful Lightning (1993), Osudový blesk, 2009
- 5. Battle Hymn (1997), česky nevydáno
- 6. Never Sound Retreat (1998), česky nevydáno
- 7. A Band of Brothers (1999), česky nevydáno
- 8. Men of War (1999), česky nevydáno
- 9. Down to the Sea: A Novel of Lost Regiment (2000), česky nevydáno

### Ice Prophet
- 1. Ice Prophet , 1983, Ledový prorok – jeho první kniha
- 2. The Flame Upon the Ice, 1984
- 3. A Darkness upon the Ice, 1985

### Wing Commander
- End Run, 1993, Nálet bez návratu, 2001
- Fleet Action, 1994, Flotila útočí, 2001
- Heart of the Tiger, 1995, Tygří srdce, 2002
- The Price of Freedom, 1996, Cena svobody, 2003
- Action Stations, 1998, Na bojová stanoviště, 2005
- False Colors, 1999, Pod cizí vlajkou, 2006

### Gamester Wars
- The Alexandrian Ring, 1987
- Assassin Gambit, 1988
- The Napoleon Wager, 1993

### Star Trek
- The Forgotten War, 1999

### Magic: The Gathering
- Arena, 1994